# Gare de La Norville - Saint-Germain-lès-Arpajon
La gare de La Norville - Saint-Germain-lès-Arpajon est une gare ferroviaire française située dans la commune de La Norville, à proximité immédiate de Saint-Germain-lès-Arpajon, dans le département de l'Essonne. Elle s'appelait anciennement « La Bretonnière-La Norville » (au moins jusqu'en 1971 ?).[Quand ?]

## Situation ferroviaire

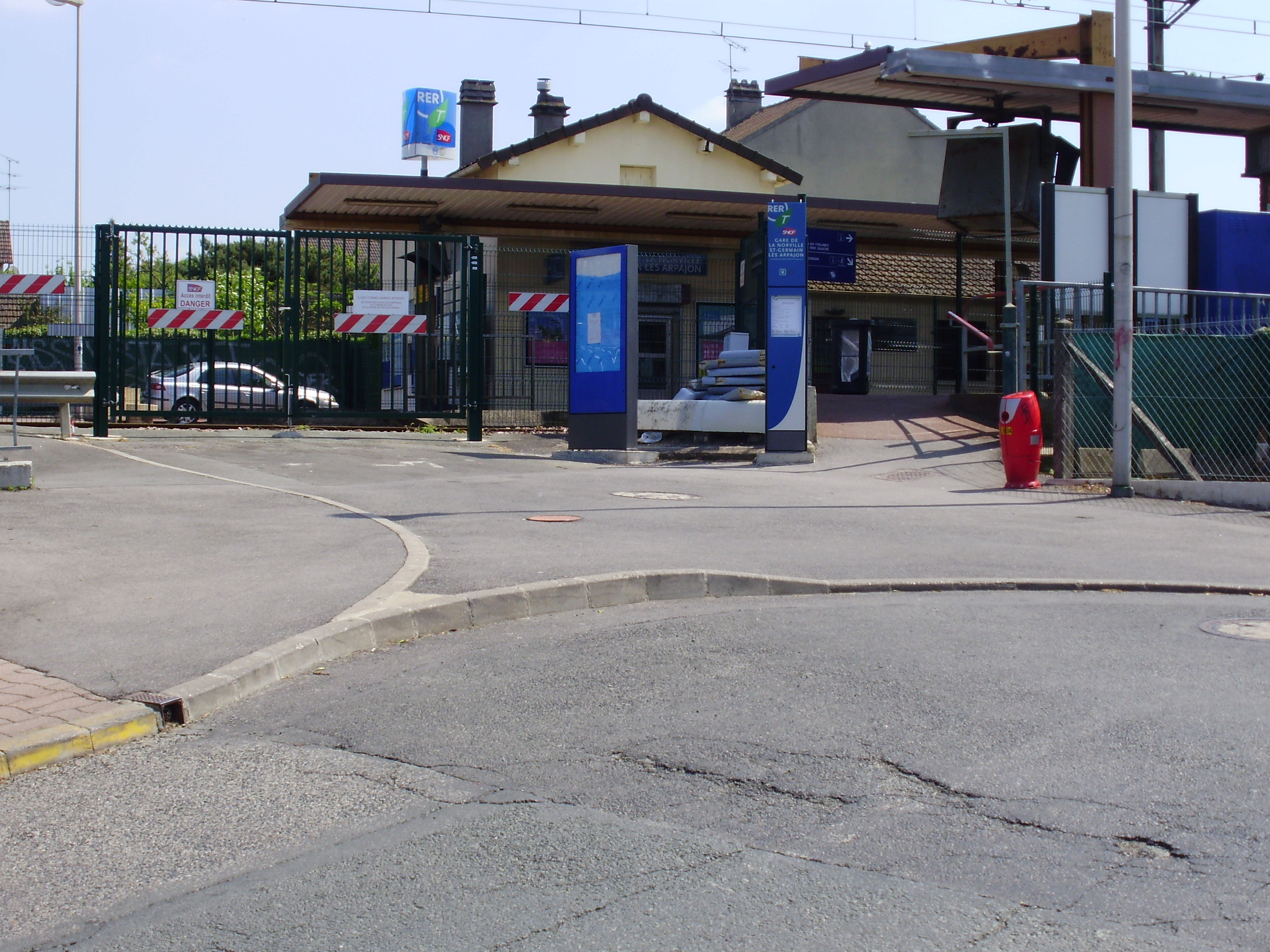
Accès près de l'ex-passage à niveau de la rue de la Gare

La gare, située au point kilométrique (PK 34,718) de la ligne Brétigny - Tours, est desservie par les trains de la ligne C du RER. Elle a reçu le label Transilien en avril 2010.
Le passage à niveau de la rue de la Gare, rue commune à La Norville et à Saint-Germain-lès-Arpajon qui se poursuit de part et d'autre des voies, est aujourd'hui supprimé.

## Histoire
En 2022, selon les estimations de la SNCF, la fréquentation annuelle de la gare est de 515 437 voyageurs.

## Service des voyageurs

### Desserte
Elle est desservie par les trains de la ligne C du RER.

### Intermodalité
À 500 mètres de la gare, passent la ligne 4538 à l'arrêt Pré Barallon du réseau de bus Cœur d'Essonne et les lignes 4504 du même réseau et N123 (la nuit) du réseau Noctilien à l'arrêt Salvador Allende.

## Galerie de photographies

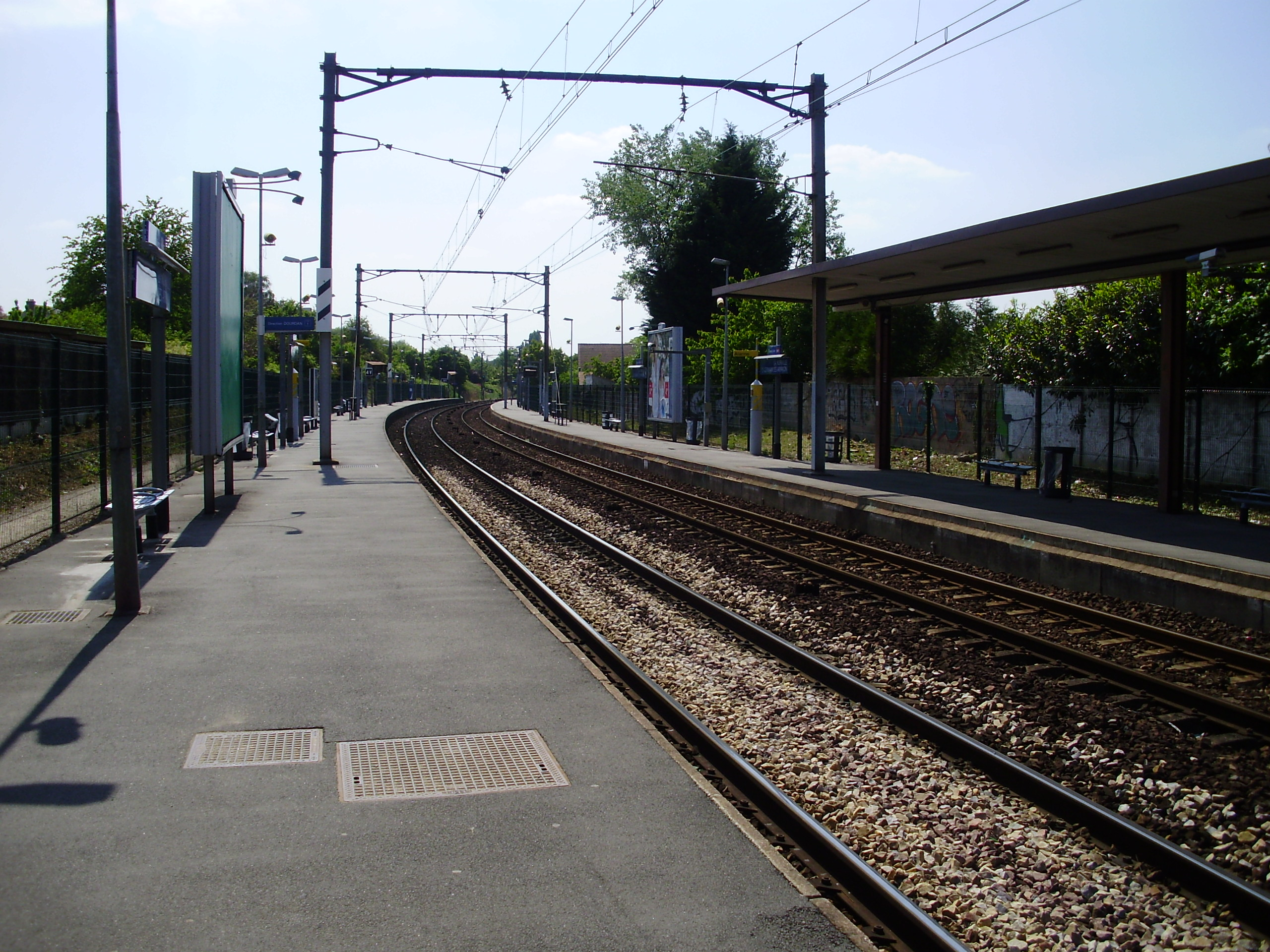
Vue des quais en direction de Dourdan
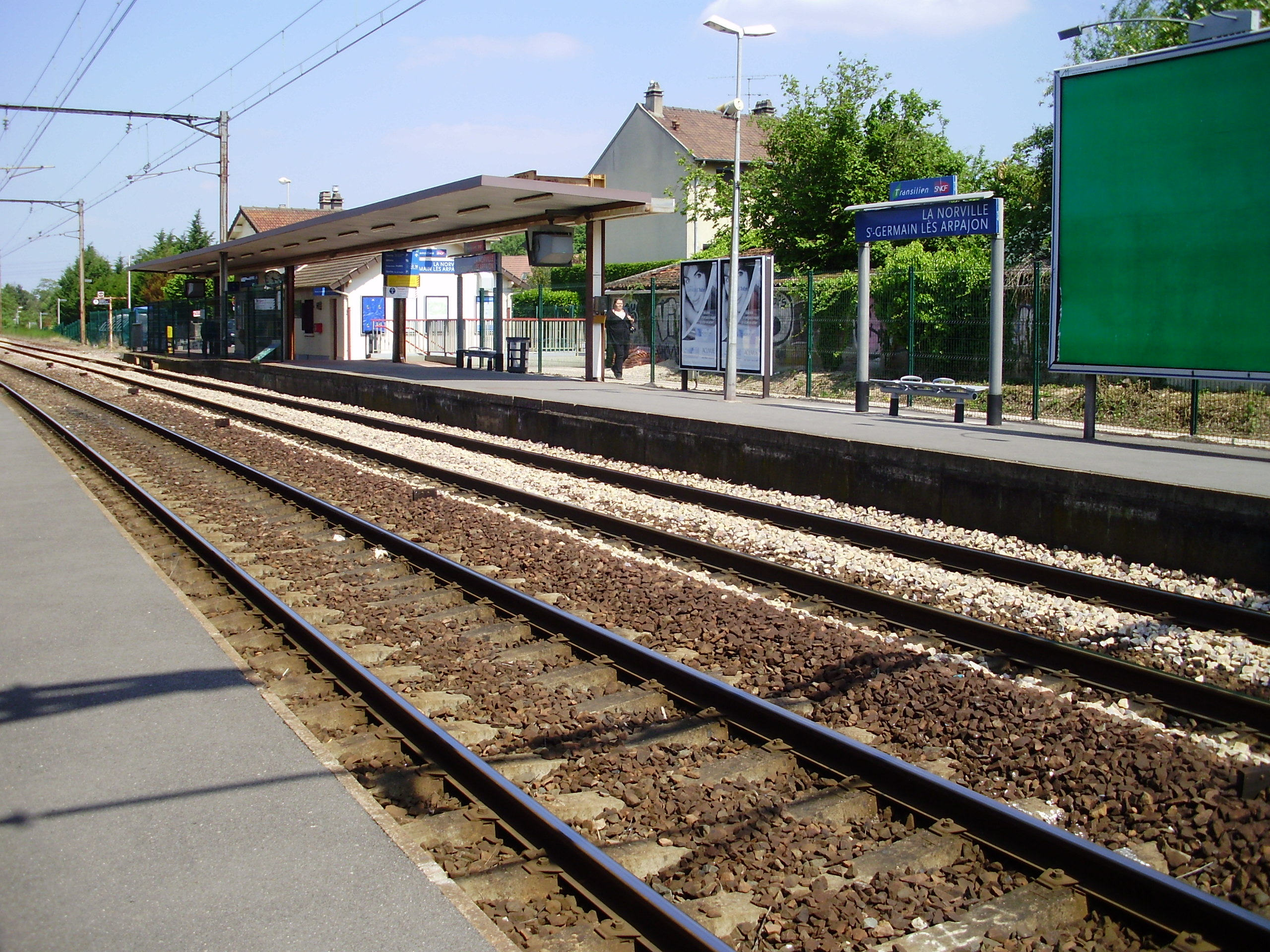
Vue du quai Dourdan depuis le quai Paris
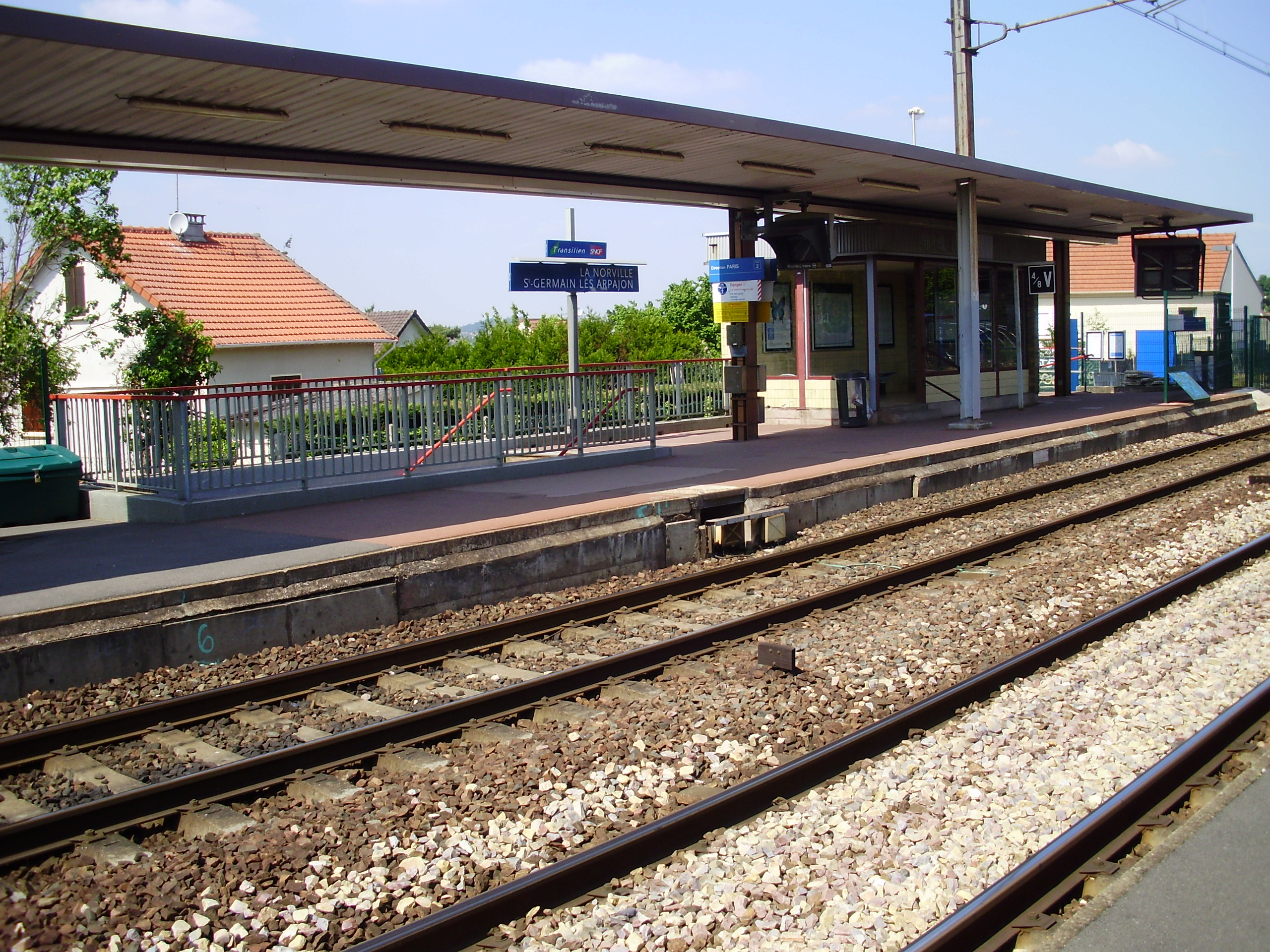
Tête du quai pour Paris